# Esteban Leonís
Esteban Leonís Lariau (Montevideo, 24 de julio de 1969) es un periodista y comunicador social uruguayo.

## Carrera
Cursó sus estudios en la Universidad de la República y en la Escuela de Comunicación Social de UTU. Es Master en Programación Neurolingüistica.
Formó parte de las redacciones de las publicaciones SobreTodo y Posdata. Condujo y produjo programas en las emisoras El Espectador (810AM), AM1410 y Monte Carlo (930AM).
Participó de seminarios de capacitación en Uruguay y Argentina a cargo de los principales referentes de management como Al Ries, Stan Rapp, Philip Kotler, Alberto Levy, Tom Wise, entre otros.
Se unió a Radiocero 104.3 FM en el año 2003 para conducir el programa La Tercera Ola. Hasta febrero de 2023 condujo, por la misma emisora, el programa Cero Culpa. Desde febrero de 2023 es productor general y coconductor del programa periodístico Dato y Relato, el cual se emite de lunes a viernes de 15 a 17 horas por radio Universal 970AM.
En el año 2005 y en conjunto con el Centro de Investigación y Promoción Educativa y Social (CIPES) creó la revista de gestión educativa Punto edu, de la cual fue su editor periodístico hasta el año 2015.
Fue coordinador del área de Comunicación Institucional del Colegio Jesús María de Montevideo, entre los años 2004 y 2011.
Coautor del libro Mis muchas razones. Biografía política del Dr. Enrique Tarigo (Editorial Planeta, 2015) y autor de "Conmigo no van a poder. Biografía de Sergio Puglia" (Editorial Planeta, 2016)
En abril de 2019 publicó "Luis Lacalle Pou, un rebelde camino a la presidencia", también con Editorial Planeta. A pocos días de su edición, y antes de la presentación oficial, apareció en la web una versión apócrifa de esa publicación, transformándose en la primera fake news de la campaña electoral de ese año, lo cual obligó al protagonista, al autor y a la editorial, a desmentir inicialmente y a realizar las denuncias correspondientes después. En marzo de 2020 se realizó una nueva edición, titulada "Luis Lacalle Pou Presidente", donde se agregó todo lo acontecido durante la campaña electoral y el proceso de transición hasta la asunción de Lacalle Pou como presidente de la República Oriental del Uruguay. En esta nueva edición ampliada, se incluyen testimonios exclusivos de los principales protagonistas, incluyendo al presidente Luis Lacalle Pou, al expresidente Tabaré Vázquez y a los principales líderes de la llamada Coalición Multicolor: Ernesto Talvi, Guido Manini Ríos y Pablo Mieres.
En diciembre de 2021 publicó el libro "Malos Pensamientos, 30 años del programa que cambió la radio en Uruguay", donde se narra la historia del programa radial conducido por el Licenciado Orlando Petinatti.
En junio de 2024, a semanas de las elecciones internas de los partidos políticos, publicó "Guido Manini Ríos. La verdadera historia", donde relata la vida del ex comandante en Jefe del Ejército y líder de Cabildo Abierto. En diciembre de ese mismo año, en conjunto con Cafelino, editó el libro "Juana, una gata en casa. Entendiendo a tu gato". Dicho libro, declarado de Interés por los Ministerios de Educación y Cultura y Salud Pública, además del Instituto de Bienestar animal y la Intendencia de Montevideo, busca concientizar sobre la tenencia responsable y el bienestar animal. Se trata de un material en el cual los lectores reciben recomendaciones y sugerencias para una mejor convivencia con su mascota. A menos de un mes de su publicación se ubicó entre los diez más vendidos en la plataforma Mercado Libre.
Desde 2016 es docente de la asignatura Comunicación Radiofónica en la Facultad de Comunicación y Diseño de la Universidad ORT Uruguay, además de dictar cursos de capacitación en empresas privadas, en el área de comunicación oral y escrita.